# Erennio Etrusco

Il Sarcofago Ludovisi con scena di battaglia tra Romani e Germani. Il personaggio principale potrebbe essere Erennio Etrusco oppure il fratello minore Ostiliano. Fu trovato nel 1621 vicino a Porta Tiburtina

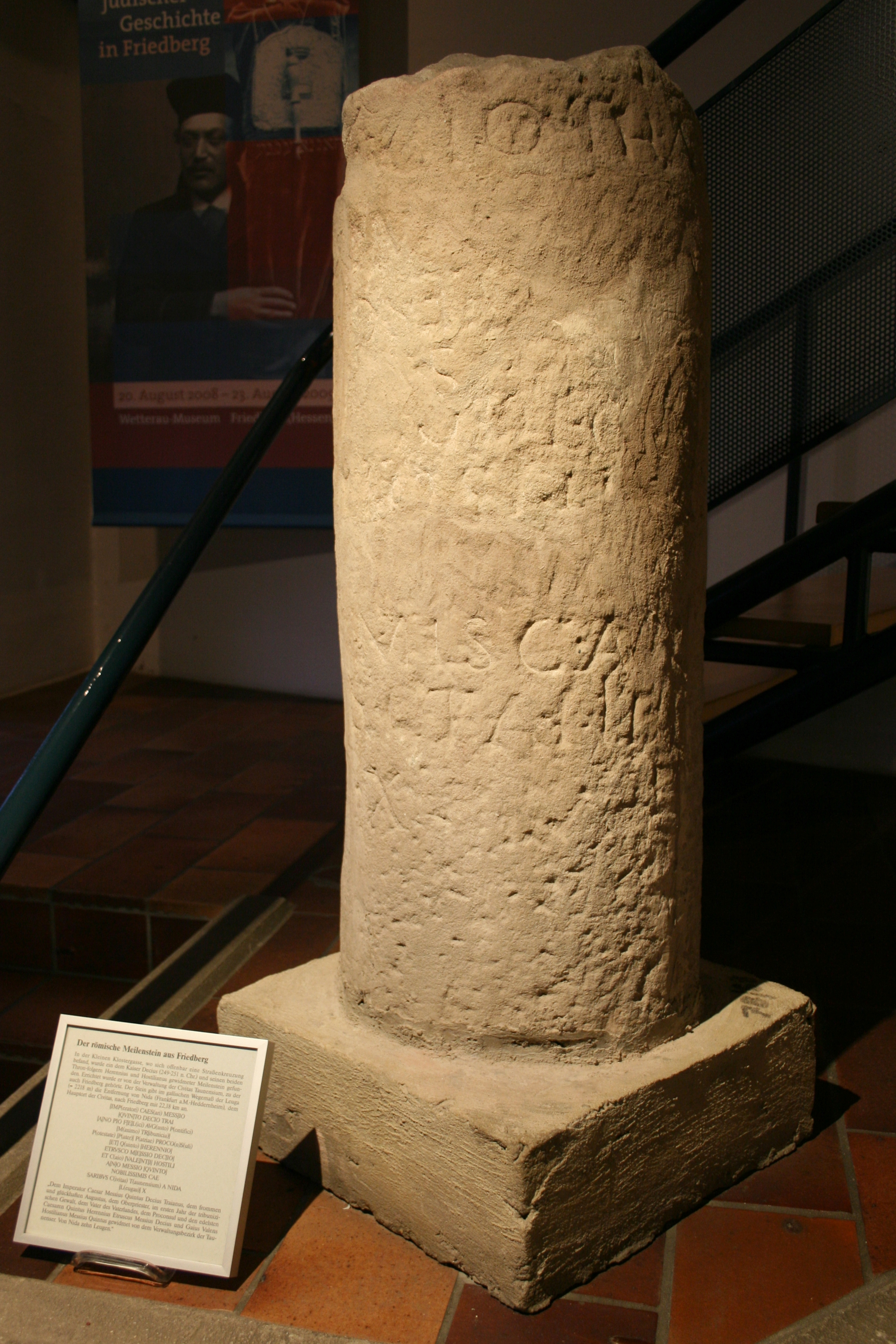
Cippo conservato nel Wetterau-Museum; l'iscrizione attesta la nomina di Erennio e di suo fratello Ostiliano al rango di cesari, avvenuta nel maggio/giugno o nel settembre 250.

Quinto Erennio Etrusco Messio Decio (in latino Quintus Herennius Etruscus Messius Decius; anni 220 – Abrittus, 1º luglio 251) è stato un imperatore romano nel 251 assieme al padre Decio.

## Biografia
Erennio era originario di Sirmio, in Pannonia inferiore: suo padre era il generale Decio, poi imperatore romano, sua madre Erennia Cupressenia Etruscilla, una matrona romana appartenente ad un'importante famiglia senatoriale; ebbe anche un fratello minore, Ostiliano.
Erennio accompagnò il padre, come tribuno militare, nel 248, quando Decio, per ordine di Filippo l'Arabo, andò nei pressi del Danubio per domare la rivolta di Pacaziano. L'anno successivo fu Decio a ribellarsi e a scatenare una rivolta che culminò con la sconfitta di Filippo l'Arabo nei pressi di Verona.
Decio portò Erennio assieme a sé nelle campagne militari alla frontiera, mentre Ostiliano ed Erennia rimanevano a Roma; poco dopo essere salito al trono, Decio inviò Erennio in Illirico, a controllare la frontiera.
Nel 250 entrambi i fratelli furono nominati cesari; Erennio ricevette anche il titolo di princeps iuventutis ("principe dei giovani"), che Ostiliano forse ricevette solo nel 251, anno in cui Erennio fu associato al trono dal padre, ricevendo il titolo di augusto.
Nello stesso anno entrambi tornarono nelle province danubiane, dove, dall'anno precedente, era in atto un'invasione di Goti guidati dal loro re Cniva. I Goti si stavano ritirando carichi di bottino e Decio decise di intercettarli prima che passassero il confine: lo scontro decisivo avvenne nella battaglia di Abrittus, nella quale i Romani furono sconfitti e Decio perse la vita. Erennio morì colpito da una freccia, prima che morisse il padre; a seconda delle fonti la sua morte sarebbe avvenuta in uno scontro precedente alla battaglia di Abrittus o nelle fasi iniziali di questa. Alla notizia della morte del figlio, Decio avrebbe affermato che la morte di un solo soldato non era una grande preoccupazione per lui. Ecco come venne tramandato da Zosimo:
(Zosimo, Storia nuova, I, 23.2-3)
Questa la tragica narrazione degli eventi di Giordane:
(Giordane, De origine actibusque Getarum, XVIII, 3.)

## Titolatura imperiale
| Titolatura imperiale  | Numero di volte | Datazione evento                                                            |
| --------------------- | --------------- | --------------------------------------------------------------------------- |
| Tribunicia potestas   | 2 volte:        | la prima attorno alla metà del 250, poi rinnovata ogni anno al 10 dicembre. |
| Consolato             | 1 volta:        | nel 251.                                                                    |
| Titoli vittoriosi     | nessuno         |                                                                             |
| Salutatio imperatoria | nessuna         |                                                                             |
| Altri titoli          |                 | Nobilissimus Caesar e princeps iuventutis dal 250.                          |